# Бочманівська сільська рада
Бочма́нівська сільська́ ра́да — колишня адміністративно-територіальна одиниця та орган місцевого самоврядування в Котовському районі Одеської області. Адміністративний центр — село Бочманівка.

## Загальні відомості
- Територія ради: 21,85 км²
- Населення ради: 916 осіб (станом на 2001 рік)

## Населені пункти
Сільській раді були підпорядковані населені пункти:
- с. Бочманівка

## Населення
За переписом населення України 2001 року в сільській раді мешкало 916 осіб.

### Мова
Розподіл населення за рідною мовою за даними перепису 2001 року:
| Мова       | Відсоток |
| ---------- | -------- |
| українська | 89,63 %  |
| молдовська | 5,68 %   |
| російська  | 3,82 %   |
| циганська  | 0,76 %   |
| болгарська | 0,11 %   |

## Склад ради
Рада складалася з 16 депутатів та голови.
- Голова ради:
- Секретар ради: Цап Галина Михайлівна

### Керівний склад попередніх скликань
| Прізвище, ім'я, по батькові | Основні відомості                                                         | Дата обрання | Дата звільнення |
| --------------------------- | ------------------------------------------------------------------------- | ------------ | --------------- |
| Буга Тетяна Анатоліївна     | Сільський голова, 1962 року народження, член Комуністичної партії України | 26.03.2006   | 31.10.2010      |

Примітка: таблиця складена за даними сайту Верховної Ради України

### Депутати
За результатами місцевих виборів 2010 року депутатами ради стали:

#### За суб'єктами висування
| Суб'єкт висування                                       | Кількість обраних депутатів | %    |
| ------------------------------------------------------- | --------------------------- | ---- |
| Партія регіонів                                         | 9                           | 56,3 |
| Політична партія Всеукраїнське об'єднання «Батьківщина» | 5                           | 31,3 |
| Самовисування                                           | 1                           | 6,3  |
| Соціалістична партія України                            | 1                           | 6,3  |

#### За округами
| № округу                                                | Прізвище, ім'я, по батькові      | Дата визнання обраним | Освіта             | Партійна приналежність                        | Відомості про обраного депутата                                                                    |
| ------------------------------------------------------- | -------------------------------- | --------------------- | ------------------ | --------------------------------------------- | -------------------------------------------------------------------------------------------------- |
| Партія регіонів                                         |                                  |                       |                    |                                               | |
| 2                                                       | Кушнір Світлана Василівна        | 05.11.2010            | вища               | член Партії регіонів                          | Бочманівска сільська рада, землевпорядник                                                          |
| 4                                                       | Дженжера Наталія Володимирівна   | 05.11.2010            | вища               | член Партії регіонів                          | Бочманівский фельдшерсько-акушерський пункт, фельдшер                                              |
| 7                                                       | Мінченков Віктор Борисович       | 05.11.2010            | середня            | член Партії регіонів                          | пенсіонер                                                                                          |
| 8                                                       | Цап Галина Михайлівна            | 05.11.2010            | вища               | член Партії регіонів                          | Бочманівска сільська рада, секретар                                                                |
| 10                                                      | Католічеко Володимир Миколайович | 05.11.2010            | середня            | член Партії регіонів                          | тимчасово не працює                                                                                |
| 11                                                      | Ільченко Костянтин Федорович     | 05.11.2010            | середня            | член Партії регіонів                          | ТОВ «Інсахарпром», бригадир                                                                        |
| 12                                                      | Грабовська Катерина Іванівна     | 05.11.2010            | середня            | позапартійна                                  | пенсіонер                                                                                          |
| 13                                                      | Демченко Оксана Василівна        | 05.11.2010            | вища               | позапартійна                                  | Бочманівска загальноосвітня школа І-ІІ ст., вчитель                                                |
| 16                                                      | Катеринич Галина Онисимівна      | 05.11.2010            | середня            | позапартійна                                  | ЗАТ «Котовська меблева фабрика», швачка                                                            |
| Політична партія Всеукраїнське об'єднання «Батьківщина» |                                  |                       |                    |                                               | |
| 1                                                       | Остапенко Галина Костянтинівна   | 05.11.2010            | вища               | член Всеукраїнського об'єднання «Батьківщина» | дитячий садок с. Бочманівка, вихователь                                                            |
| 5                                                       | Паламарчук Раїса Савеліївна      | 05.11.2010            | вища               | член Всеукраїнського об'єднання «Батьківщина» | пенсіонер                                                                                          |
| 6                                                       | Демченко Анатолій Миколайович    | 05.11.2010            | середня            | член Всеукраїнського об'єднання «Батьківщина» | центр електрозв'язку № 5 Одеської дирекції відкритого акціонерного товариства «Укртелеком», монтер |
| 9                                                       | Католіченко Сергій Володимирович | 05.11.2010            | середня            | член Всеукраїнського об'єднання «Батьківщина» | приватний підприємець «Католіченко С. В.»                                                          |
| 15                                                      | Кудельський Сергій Миколайович   | 05.11.2010            | середня            | член Всеукраїнського об'єднання «Батьківщина» | тимчасово не працює                                                                                |
| Соціалістична партія України                            |                                  |                       |                    |                                               | |
| 3                                                       | Плаксюк Геннадій Миколайович     | 05.11.2010            | вища               | член Соціалістичної партії України            | тимчасово не працює                                                                                |
| Самовисування                                           |                                  |                       |                    |                                               | |
| 14                                                      | Жеребна Наталія Олексіївна       | 03.01.2011            | середня спеціальна | член Партії регіонів                          | пенсіонер                                                                                          |